# Block 13
Bloco 13 ( árabe: قطعة 13 ) é uma série animada do Kuwait-árabe, que serve como uma adaptação árabe da popular série de animação americana South Park. Foi criado por Sami Al-Khars e foi ao ar na Kuwait TV em 2000, até o final de 2002. É a primeira série animada de TV produzida na Região do Golfo e também do Kuwait.
A série segue Hammoud, Azzouz, Saloom, Abboud e sua irmã Farooha, que muitas vezes passam por desventuras malucas e estranhas. Semelhante a South Park nos Estados Unidos, a série tratou de muitos assuntos que preocupavam a população do Kuwait de uma forma suave e bem-humorada, mas evitou falar sobre assuntos potencialmente ofensivos, como sexualidade ou questões políticas. Ao contrário de South Park, que era voltado para adultos, este show é voltado para famílias e crianças de todas as idades.

## Personagens
- Abboud

Dublado por: Nawaf Salem Al-Shammari
Um menino gordinho que sempre gosta de ser o centro das atenções, ele é careca, usa um taqiyah branco e é a versão do show de Eric Cartman.
- Hammoud

Dublado por: Mohammed Maseeb Najm
Um menino que é bem comportado na maioria das vezes e muitas vezes é conhecido por ser o animal de estimação de um professor por seus colegas de classe, seu nome significa "Muito elogio" e é a versão do show de Stan Marsh.
- Azzouz

Dublado por: Mohammed Maseeb Najm
Um menino que gosta de concordar com os planos de seus amigos e diz que eles estão certos (principalmente para Hammoud), na primeira temporada, ele usava um ushanka preto e marrom, mas nas temporadas 2 e 3, ele usava um boné de beisebol com a letra A nele com as mesmas cores. Junto com isso, ele é careca. Seu nome significa "Muito louvor" e é a versão do show de Kyle Broflovski .
- Saloom

Dublado por: Nawaf Salem Al-Shammari
Um menino pobre e azarado que se envolve constantemente em acidentes que tendem a ser fatais. Ele usa o keffiyeh vermelho de seu pai que abafa completamente sua fala. Ele é conhecido por sua criatividade com papéis e resíduos e é a versão do show de Kenny McCormick.
- Mel

Dublado por: Hani Sulaiman
Um garoto americano que se mudou para o Bloco 13 para morar com sua avó, ele apareceu pela primeira vez na segunda temporada. Para algumas pessoas pensam, ele poderia ser a versão do show de Butters Stotch.
- Faroouha

Dublado por: ela mesma
A irmã caçula de Abboud que frequentemente acompanha a turma em suas aventuras. Seu bordão é "Dig-iday!" (ou "Diged-dee" de acordo com a série).
- Senhorita Attiyat

Dublado por: Nizar Al-Qandi (sem créditos)
A corpulenta diretora egípcia e professora da escola dos meninos. Ela tem uma tendência a pronunciar mal as palavras do Kuwait e usa uma abaya laranja e amarela brilhante.

## História
Depois que South Park foi banido no Oriente Médio por suas várias zombarias de várias religiões principalmente a islâmica, foi decidido criar uma série para substituí-lo, o que levou à criação da mesma. O programa é transmitido todos os anos durante o Ramadão.
O programa foi bem-sucedido e gerou muitas formas diferentes de mercadorias, incluindo brinquedos, produtos alimentícios, mídia doméstica e vários outros. Reprises da série também foram ao ar em outros canais de televisão árabes. No entanto, fora do mundo de língua árabe, a série foi fortemente criticada por sua animação, sua escrita e sua tentativa de imitar South Park.